# 1794 у літературі

## Події
- Знайомство Шіллера з Гете.
- Бенжамен Констан знайомиться у Швейцарії з мадам де Сталь.

## Твори
- «Пригоди Калеба Вільямса» (англ. Adventures of Caleb Williams) — роман Вільяма Годвіна.
- «Удольфські таємниці» (англ. The Mysteries of Udolpho) — роман Анни Радкліф.
- «Століття Розуму» (англ. The Age of Reason) — трактат Томаса Пейна.
- «Єврей» (англ. The Jew) — п'єса Річарда Камберленда.
- «Пісні зрілості», «Європа» (англ. Songs of Innocence and of Experience) — поетичні збірки Вільяма Блейка.
- «Вергілієві Пастухи… в малороссийский кобеняк переодетые» — українська переробка «Буколік» Вергілія авторства О. К. Лобисевича.
- «Правописаніе россійское» — підручник Максима Симигиновського.
- «Icones plantarum» — праця шведського ботаніка Петера Улофа Сварца.
- «Историческое исследование о местоположении древнего российского Тмутараканского княжения» — історична праця Олексія Івановича Мусіна-Пушкіна.

## Видання
- Ернст Флоренс Фрідріх Хладні видав свою книгу «Про походження знайденої Палласом та інших подібних їй залізних мас і про деяких пов'язаних з цим явищах природи» (Chladni E. Uber den Ursprung der von Pallas gefundenen und anderer ihr ehnlicher Eisenmassen und uber einige damit in Verbindung stehende Naturerscheinungen. Riga; Leipzig, 1794.), в якій він висловив припущення, що метеорити виникли в космосі.
- Опублікована перша праця Адріана Гарді Гаворта «Observations on the genus Mesembryanthemum» (Спостереження за родиною Мезембріантемових).
- Вийшов останній том 4-томної праці Й. Х. Фабриція «Entomologia systematica, emendata et aucta etc.»
- Сікітей Самба опублікував свій перший комедійний твір «Лялькарі цього світу».

## Народилися
- 27 квітня — Джеймс Брюс, шотландський мандрівник та письменник
- 7 червня — Чаадаєв Петро Якович, російський філософ і публіцист
- 14 серпня — Міхал Балінський, польський історик, публіцист, громадський діяч
- 8 грудня — Голіцин Микола Борисович, меценат, літератор, музичний критик, музикант, князь
- ? — Миколай Єловіцький — польський письменник
- ? — Антоніос Матесіс, грецький поет і драматург, автор першої грецької соціальної драми
- ? — Миколай Єловіцький — польський письменник

## Померли
- 10 січня — Георг Форстер, німецький просвітитель, публіцист, письменник, мандрівник, вчений-натураліст, етнограф, громадсько-політичний діяч, один з вождів Майнцької республіки
- 24 березня — Шарль-Пилип Ронсен, один з лідерів Великої французької революції, генерал, літератор, поет
- 28 березня — Марі Жан Антуан Ніколя Кондорсе, французький письменник, вчений-математик і політичний діяч
- 13 квітня — Ніколя Шамфор, французькій філософ-мораліст, письменник
- 13 вересня — Жан-П'єр Кларі де Флоріан, французький поет, байкар
- 28 листопада — Чезаре Беккаріа, італійський юрист і публіцист, проповідник ідей буржуазії періоду її боротьби з феодалізмом
- листопад — Рудольф Еріх Распе, німецький бібліотекар, письменник та науковець, відомий переважно через свою книгу «Неймовірні пригоди барона Мюнхаузена»
- ? — Козельський Яків Павлович, письменник, філософ-просвітитель